# Пристрасть (фільм, 2009)
Пристрасть (англ. Crush) — австралійський трилер про надприродне 2009 року режисерів Джеффрі Геррітсена та Джона В. Сото. У ролі Джуліана, американського чемпіона з бойових мистецтв, який живе в розкішному будинку в Перті, знявся Крістофер Іган. Життя Джуліана розпадається, коли він зраджує своїй дівчині Клер (Брук Гарман) з Анною (Емма Ланг). Фільм вийшов в Австралії в квітні 2009 року. Він був випущений на DVD у Північній Америці 14 липня 2010 року.

## Сюжет
Міжнародний студент архітектури в Університеті Західної Австралії та чемпіон із бойових мистецтв, Джуліан знаходить роботу няні в багатих власників розкішного будинку в Перті.
Його нова робота викликає тертя з його дівчиною Клер, з якою він мав би жити разом. Будинок і багатство, яке він випромінює, відкривають перед Джуліаном безліч можливостей, і його спокушає таємнича і приваблива Анна. З часом Анна стає одержимою Джуліаном. Згодом його стосунки з Клер розпадаються, і він намагається відновити сили на чемпіонаті з бойових мистецтв. Його академічне життя опиняється під загрозою, коли зникає його останнє університетське завдання. Коли він розмовляє з власником будинку, він згадує про зустріч з племінницею, але отримує відповідь, що це неможливо, оскільки вона у від'їзді, а ім'я «Анна» викликає шалену реакцію. Він просить сусіда пролити світло на цю розмову, і з'ясовується, що наркоман, потрапивши в будинок штовхнув її і вона, впавши зі сходів, загинула. Він впізнає Анну на фото в новинах.
Коли Анна повертається, він визнає, що вона привид; її прекрасна форма перетворюється на жахливу банші та намагається спонуккати його до самогубства, щоб вони могли бути разом. Джуліан хоче втекти, але Анна замикає його в будинку та переслідує його. Друзі та дівчина Джуліана приходять провідати його, але запізнюються. Анна влаштовує засідку на Джуліана і запитує, чому він її не кохає. Він відповідає: «Я ніколи не кохатиму тебе» якраз перед тим, як банші зіштовхує його зі сходів на смерть, так само, як і її, коли вона була жива.
Джуліан приходить до тями на лікарняному ліжку, де його доглядає медсестра. Коли вона запитує його, кого б він хотів побачити, Джуліан просить Клер. Медсестра відповідає, що він відповів неправильно, і виявляється, що силует медсестри — це не хто інший, як Анна, а Джуліан насправді мертвий. Наприкінці фільму, цілуючи Джуліана в потойбічному світі, Анна обіцяє «подбати» про Клер.

## Акторський склад
- Крістофер Іган - Джуліан
- Емма Ланг - Анна
- Брук Гарман - Клер
- Крістіан Кларк - Веслі
- Дженна Лінд - Логан
- Кейн Манера - Філ
- Елвін Едвардс - професор

## Виробництво
Фільм знімався в Західній Австралії, переважно в Перті. За словами виробника, місцевість запропонувала фінансові стимули. Місцями зйомок були Південний Перт, заповідник Перрі-Лейкс, Університет Західної Австралії та Західний Перт.

## Саундтрек
- «Waiting All Day» — Silverchair
- «Ordinary Life» — Kristen Barry
- «Vampire Racecourse» — The Sleepy Jackson
- «Cigarettes and Suitcases» — Something for Kate
- «Animal, I'm Carrying» — Ravior
- «Last Resort» — Papa Roach
- «Bodies» — Little Birdy
- «Crazy» — Cordrazine
- «Everything» — Shihad

## Відгуки
Фільм отримав загалом позитивну реакцію австралійського кінематографічного журналу Filmink. «„Розчавленість“ забезпечує більшу частину того, що він має на меті. Насичений саундтрек підсилює враження (що саме по собі рідкість), а мускулиста гра Ігана та Ланґа (найбільше надбання фільму) виводить стрічку на один-два щаблі вище за подібні фільми. […] все це зроблено з достатнім чуттям, щоб зробити попкорн недаремним».